# Taman (Rusland)
Taman (Russisch: Тамань) is een stanitsa (kozakkendorp) in de Russische kraj Krasnodar op het westelijk gedeelte van het schiereiland Taman. Het ligt op de plaats van de oude Slavische plaats Tmoetarakan en de Griekse plaats Hermonassa.

## Haven bij Taman
De Russische regering is een groot voorstander voor de aanleg van een geheel nieuwe haven aan de noordelijke Zwarte Zeekust op een aantal kilometer ten zuiden van Taman. De locatie is strategisch gekozen, het ligt dicht bij de bestaande en grote haven van Novorossiejsk, in de Straat van Kertsj die de verbinding maakt met de Zee van Azov. Rosmorport heeft LenmorNIIproekt geselecteerd om de haven te ontwerpen, waarbij ook het Nederlandse bedrijf Witteveen+Bos is betrokken. De kade zal een totale lengte van negen kilometer krijgen en de toegang tot de haven wordt beschermd door golfbrekers met een totale lengte van 7,5 kilometer. De bouw van de haven zal in 2013 beginnen en de bouw moet rond 2018 afgerond zijn. De haven vergt een totale investering van zo’n $ 7 miljard, waarvan slechts een deel door de overheid wordt gefinancierd. Particuliere bedrijven zijn uitgenodigd om ook in de haven te investeren zodat in 2020 zo’n 90 miljoen ton lading kan worden verwerkt.